# گوستاو هرتز
گوستاو لودویگ هرتز (به آلمانی: Gustav Ludwig Hertz) (متولد ۲۲ ژوئیه ۱۸۸۷ در هامبورگ – درگذشته ۳۰ اکتبر ۱۹۷۵ در برلین) یک فیزیک‌دان تجربی آلمانی بود. او و همکارش جیمز فرانک در سال ۱۹۲۵ به خاطر کشف قوانین برخورد الکترون‌ها به اتم مفتخر به دریافت جایزه نوبل فیزیک شدند.
او در دانشگاه‌های مختلفی تحصیل کرد و در دانشگاه‌های هال و برلین هم تدریس کرد. او سال‌های ۱۹۴۵ تا ۱۹۵۴ را در روسیه اقامت داشت و سپس دوباره به آلمان برگشت و به در دانشگاه لایپزیگ با سمت ریاست مشغول به کار گردید. او و همکارش فرانک در آنجا آزمایش‌هایی در زمینه برخود الکترون‌ها انجام داد که جایزه نوبل را برایشان به ارمغان آورد.